# Чириков, Афанасий Иванович
Афана́сий Ива́нович Чи́риков (1720—1794) — государственный деятель Российской империи, действительный статский советник, правитель Олонецкого наместничества.

## Биография
Происхождением из старинного дворянского рода, родился в 1720 году в селе Покров (ныне — в Рыбинском районе Ярославской области).
Служил полковым секретарём в Измайловском лейб-гвардии полку.
В 1773 году назначен воеводой в город Зарайск в звании подполковника, с 1775 года — воевода Свияжска.
Участник подавления восстания под предводительством Емельяна Пугачёва.
В 1781—1787 годах — вице-губернатор Уфимского наместничества.
9 августа 1787 года в чине статского советника был назначен правителем Олонецкого наместничества. Во время правления Чирикова, в 1791 году, Петрозаводск посетил А. В. Суворов, инспектировавший Александровский пушечно-литейный завод.
В сентябре 1792 года вышел в отставку в чине действительного статского советника.
Похоронен на родине, на кладбище села Покров Ярославской губернии.

## Семья
В браке с Марией Васильевной имел девятерых детей: Василия, Николая, Ивана, Дмитрия, Александра, Екатерину, Прасковью, Надежду и Веру.